# Hello! Project

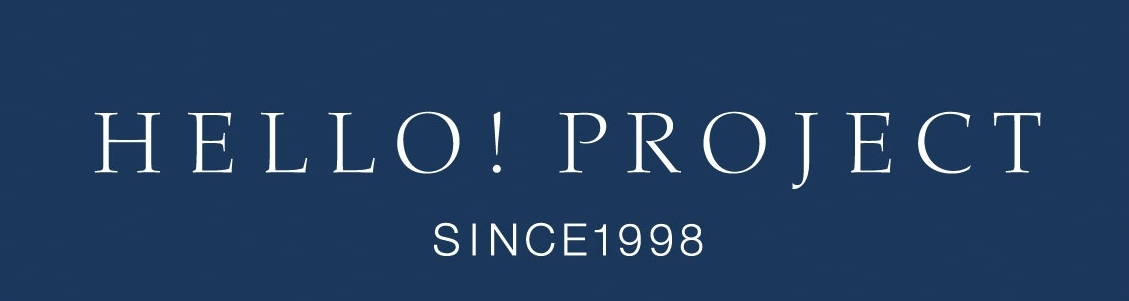
Hello! Project logotyp

Hello! Project (japanska: ハロー!プロジェクト), ofta förkortat H!P, är en samling av kvinnliga artister och grupper som alla produceras av Hello! Projects skapare Tsunku. Morning Musume är huvudgruppen inom Hello! Project, och även många medlemmar som slutat i Morning Musume är ännu kvar i Hello! Project.
Up-Front Agency hanterar Hello!Project, och all deras media ges ut av Up-Front Works under antingen zetima, PICCOLO TOWN och hachama, vissa undantag finns speciellt bland Hello! Projects äldre utgåvor.
De flesta av Hello! Projects grupper byter medlemmar med åren. Detta kan till exempel bero på att en medlem inte längre vill vara med i en grupp och hellre blir soloartist inom Hello! Project. En medlem kan också sluta från hela Hello! Project, då brukar det ordnas en avslutningsceremoni kallad "graduation" (liknande: att ta studenten), som oftast hålls under en konsert. Avslutningsceremonierna behövs inte bara vara för att någon lämnar Hello!Project, det händer också när någon lämnar någon av H!P-grupperna för att arbeta solo eller starta en ny grupp.
Den 1 februari 2009, i Yokohama Arena, hölls den största Hello! Project-konserten någonsin. Konserten hette "Hello Pro Award '09 ~Elder Club Sotsugyō Kinen Special~" och innehöll 21 grupper och 72 medlemmar. Den markerade studenten för hela Elder Club, det vill säga alla Hello! Projects äldre medlemmar. Under konserten gav den dåvarande Hello! Project-ledaren Yuko Nakazawa sin ledarposition vidare till före detta Morning Musume-medlemmen och även dess dåvarande ledare, Ai Takahashi. Takahashi blev därmed också den äldsta medlemmen i Hello! Project, vid en ålder av 22 år.

## Aktiva nuvarande grupper inom Hello! Project
- Morning Musume
- Angerme
- Juice=Juice
- Tsubaki Factory
- Beyooooonds
- Ocha Norma
- Hello! Pro Kenshuusei

## Tidigare grupper
- Kobushi Factory

- C-ute

- Berryz Koubou

- Buono!

- Country Girls

- Tanpopo

- Taiyo to Ciscomoon
  - Miwa Kominato
  - RuRu
  - Miho Shinoda

- Sheki-Dol
  - Ami Kitagami
  - Ibuki Oki
  - Mami Suenaga
  - Saki Arai

- W
  - Ai Kago
  - Nozomi Tsuji

- Coconuts Musume
  - April Barbaran
  - Chelsea Ching
  - Danielle Delaunay
  - Lehua Sandbo
  - Mika Todd
  - Kimura Ayaka

- Country Musume
  - Hiromi Yanagihara
  - Azusa Kobayashi
  - Rinne Toda
  - Asami Kimura
  - Miuna Saito
  - Mai Satoda

- v-u-den
  - Rika Ishikawa
  - Yui Okada
  - Erika Miyoshi

- Petitmoni

- Mini Moni

- THE Possible
  - Yurika Akiyama
  - Aina Hashimoto
  - Kanami Morozuka
  - Okada Robin Shouko
  - Kaede Oose
  - Yuki Goto

- Melon Kinenbi
  - Hitomi Saito
  - Megumi Murata
  - Masae Ohtani
  - Ayumi Shibata

- Ongaku Gatas
  - Hitomi Yoshizawa
  - Rika Ishikawa
  - Asami Konno
  - Mai Satoda
  - Miki Korenaga
  - Arisa Noto
  - Minami Sengoku
  - Yuri Sawada
  - Mika Mutou
  - Erina Mano

- GAM (En japansk duo inom Hello! Project)
  - Miki Fujimoto
  - Aya Matsuura

- Ecomoni
  - Rika Ishikawa
  - Sayumi Michishige

- Milky Way
  - Koharu Kusumi
  - Yuu Kikkawa
  - Sayaka Kitahara

- Guardians 4
  - Aika Mitsui
  - Yurina Kumai
  - Risako Sugaya
  - Saki Nakajima

- Icecreamusume (Hello! Pro Taiwan)
  - Wu Si Xuan/Shen Shen
  - Zhong An Qi/Anchii
  - Ceng De Ping/Pei Pei
  - Zhao Guo Rong/Youko
  - Qiu Cui Ling/Rei Rei
  - Gu Yun/Guu-chan

- SI☆NA (Hello! Pro Kansai)

- Shugo Chara Egg!